# 德國翼龍科
德國翼龍科（Germanodactylidae）是翼龍目翼手龍亞目的一科，目前包含：德國翼龍、諾曼底翼龍、敦達古魯翼龍。
德國翼龍科的分類位置仍有爭議，大部份研究將牠們歸類於準噶爾翼龍超科，也有研究將牠們歸類於梳頜翼龍超科。